# Gimhae
Gimhae é uma cidade da Coreia do Sul localizada na província de Gyeongsang do Sul.

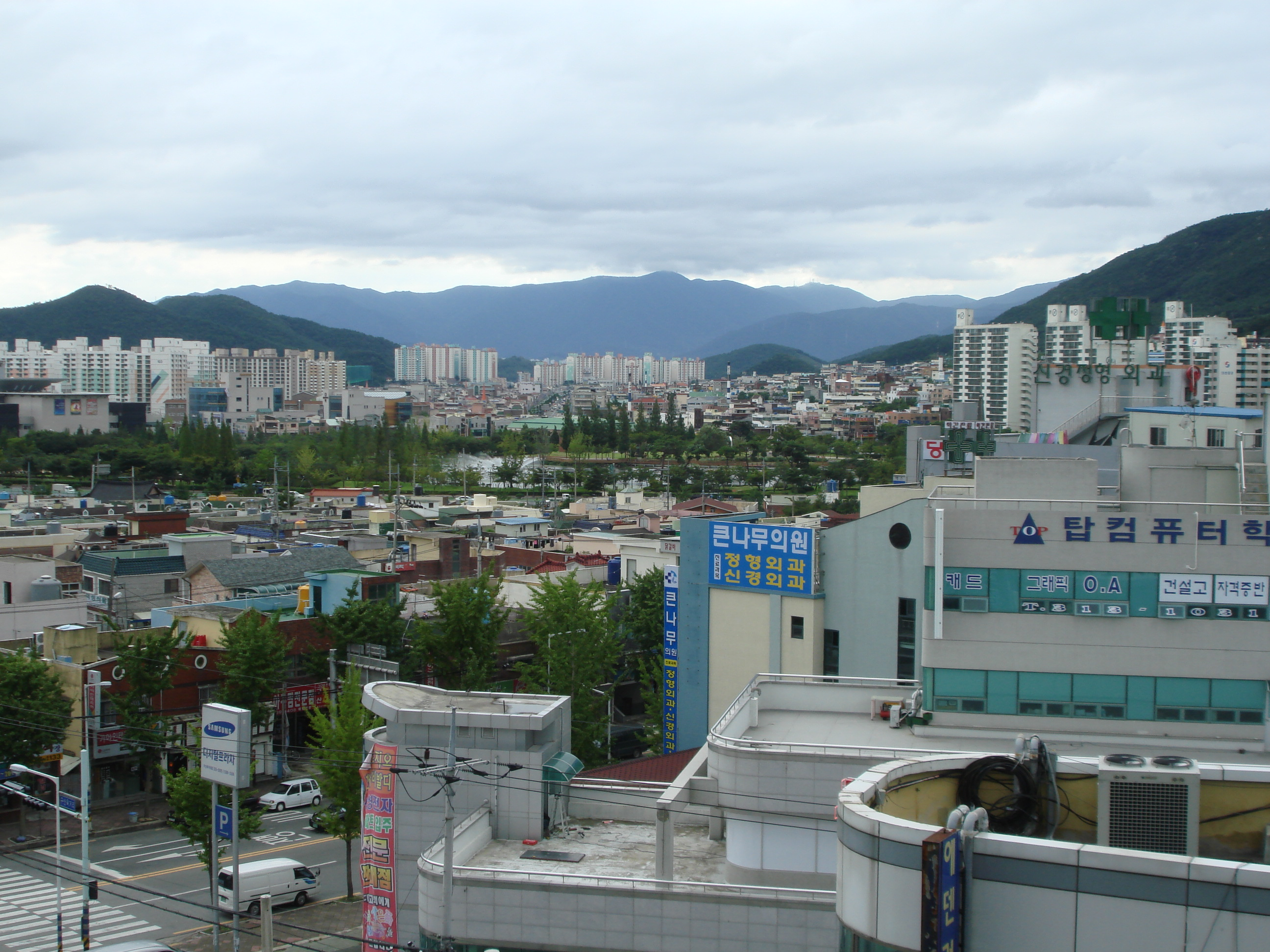
Panorama de Gimhae